# 우투좌타
우투좌타는 야구에서 오른손으로 던지고 왼손으로 치는 야구 선수를 가리키는 단어이다.

## 설명
우투좌타는 공은 오른손으로 던지고 타석에서는 포수를 기준으로 오른쪽에 서서 타격을 하는 야구 선수를 가리키는 용어이다. 우타자에 비하여 1루에 약 30 cm정도 가깝다는 위치적 특성으로 우타자라면 땅볼 아웃될 타구에 내야 안타로 살아나갈 수 있다는 장점이 존재한다.  또한, 우투좌타인 경우에는 내야수, 외야수, 수비수를 모두 소화할 수 있다. 과거엔 우투좌타인 선수는 흔하지 않은 선수의 유형이었지만 최근의 야구에는 1루에서 살아남을 확률이 높은 우투좌타인 야구 선수들도 많이 나왔다. 우투좌타로 유명한 대표적인 야구 선수로는 최형우, 박용택, 김현수, 오지환, 구자욱, 이정후 등이 있다.

## 같이 보기
- 야구
- 타자
- 투수